# Hemibarbus
Genre
Hemibarbus est un genre de poissons téléostéens de la famille des Cyprinidae et de l'ordre des Cypriniformes.

## Liste des espèces
Selon FishBase (20 novembre 2016) :
- Hemibarbus brevipennus Yue, 1995
- Hemibarbus labeo (Pallas, 1776)
- Hemibarbus lehoai Nguyen, 2001
- Hemibarbus longirostris (Regan, 1908)
- Hemibarbus macracanthus Lu, Luo & Chen, 1977
- Hemibarbus maculatus Bleeker, 1871
- Hemibarbus medius Yue, 1995
- Hemibarbus mylodon (Berg, 1907)
- Hemibarbus qianjiangensis Yu, 1990
- Hemibarbus songloensis Nguyen, 2001
- Hemibarbus thacmoensis Nguyen, 2001
- Hemibarbus umbrifer (Lin, 1931)

## Galerie

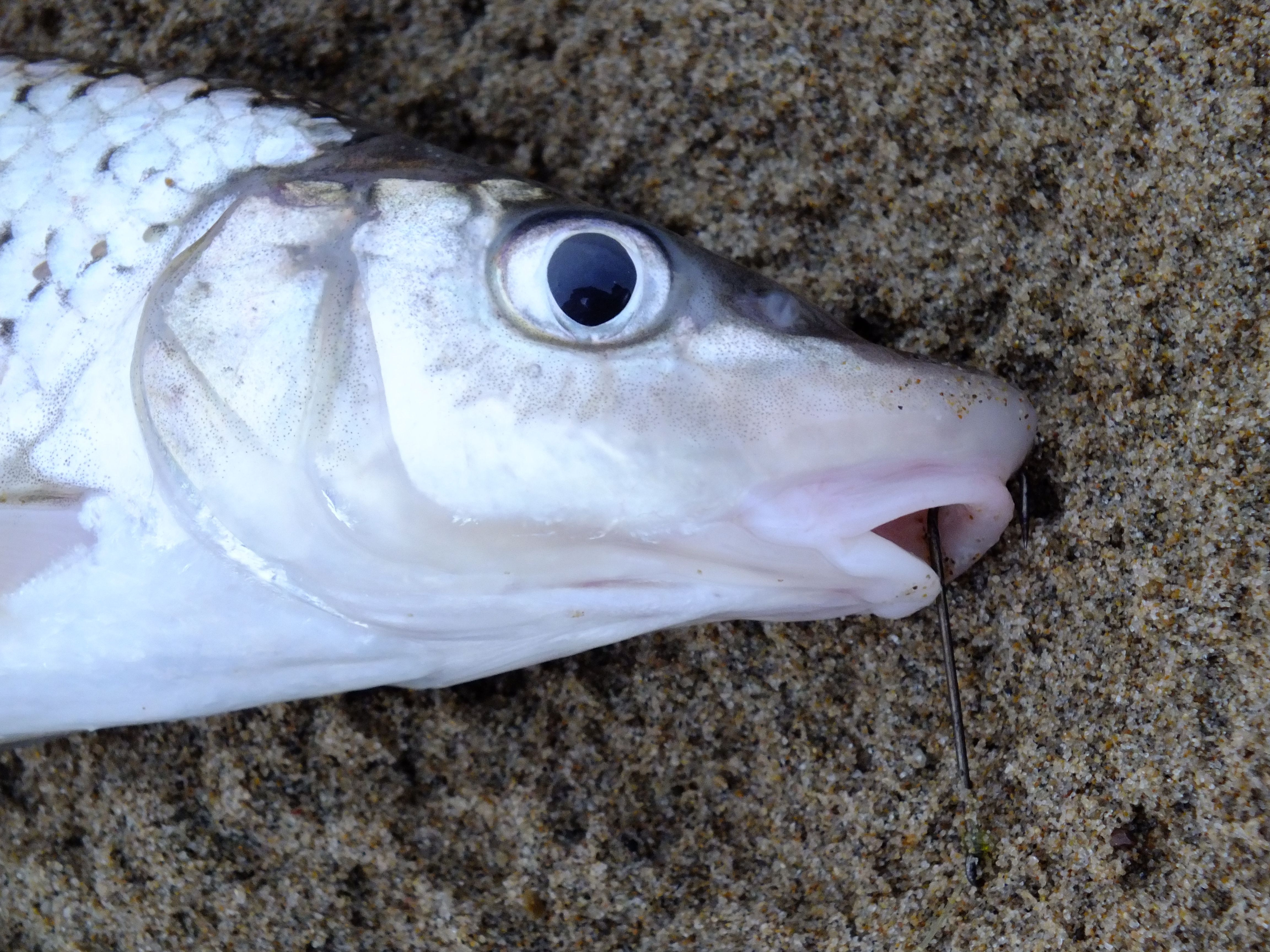
Hemibarbus labeo
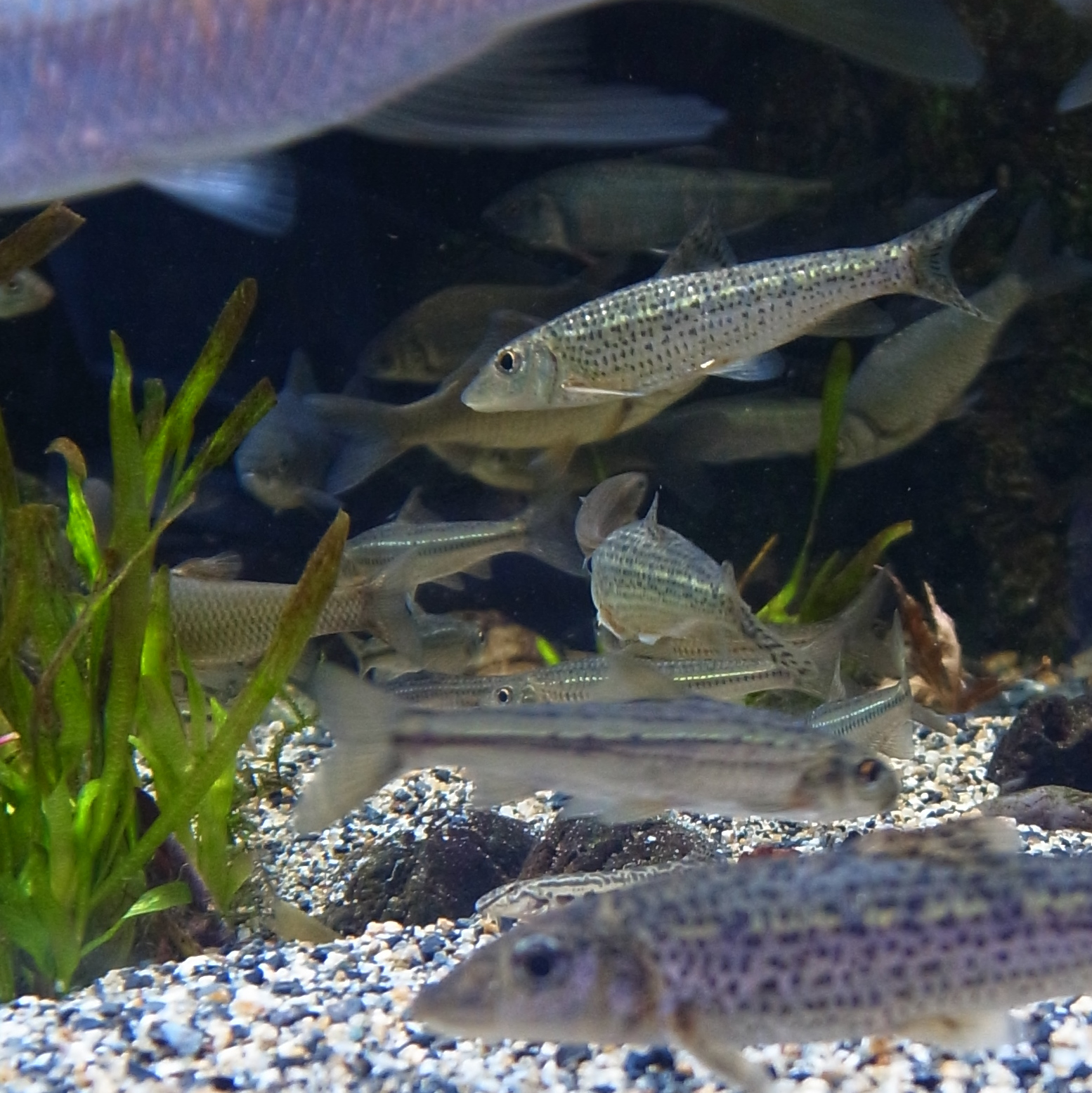
Hemibarbus longirostris
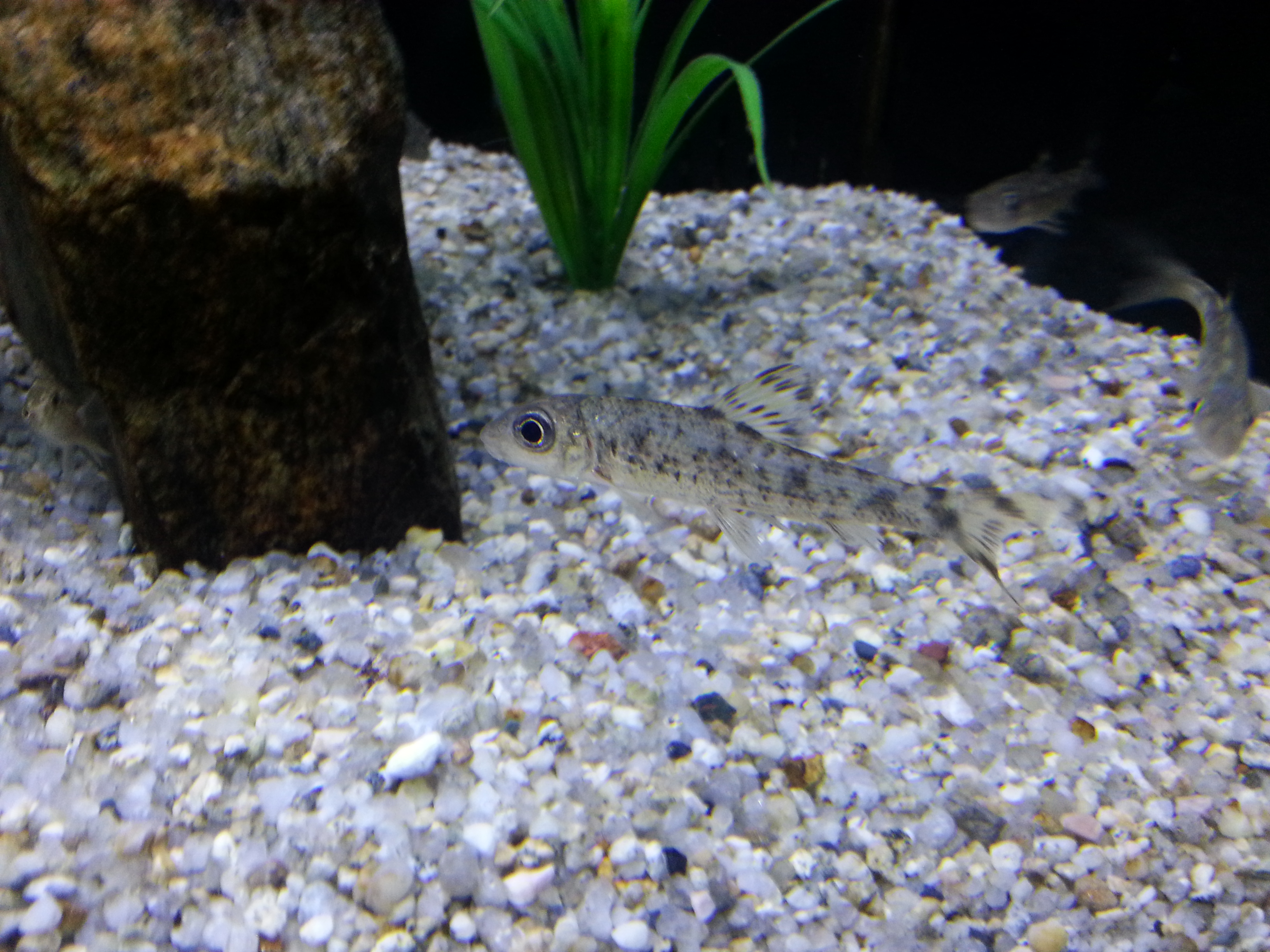
Hemibarbus mylodon